# 알렉산드레 아레체아
알렉산드레 아레체아(스페인어: Alexandre Arrechea, 1970년 4월 1일 ~ )는 쿠바의 예술가이다. 쿠바 출신 젊은 예술가 그룸 로스카르핀테로스의 창립 멤버이다.